# Tronitz (Käbschütztal)
Tronitz ist ein Ortsteil der sächsischen Gemeinde Käbschütztal im Landkreis Meißen.

## Geographie
Tronitz befindet sich etwa sieben Kilometer westlich der Kreisstadt Meißen und sechs Kilometer südöstlich der Stadt Lommatzsch. Der Ort liegt auf etwa 200 m ü. NN in der Lommatzscher Pflege. Östlich fließt der Kagener Ketzerbach an Tronitz vorbei, er entwässert über den Käbschützer Bach und den Ketzerbach bei Zehren (Gemeinde Diera-Zehren) in die Elbe. Tronitz ist von landwirtschaftlich genutzten Flächen umgeben und bäuerlich geprägt. Davon zeugen mehrere Bauernhöfe im Ort, von denen ein Vierseithof als „bau- und ortsgeschichtlich bedeutend“ in die Liste der Kulturdenkmale in Käbschütztal aufgenommen wurde und damit unter Denkmalschutz steht. Tronitz liegt an einer Nebenstraße zwischen Nimtitz und Mohlis, ein unbefestigter Weg führt ins Nachbardorf Kaisitz.
Tronitz bildet eine Gemarkung, die im Norden an Nimtitz grenzt. Östlich benachbart ist die Gemarkung Mohlis mit dem Ort Altmohlis, im Südosten und Süden grenzt der Ort Kaisitz mit seiner Gemarkung an. Südwestlicher Nachbar ist Leutewitz, im Westen hat Tronitz eine gemeinsame Grenze mit Sornitz. Da sich Tronitz etwa im Zentrum des Käbschütztaler Gemeindegebietes befindet, sind auch alle umliegenden Orte Teile dieser Gemeinde.

## Geschichte
Ersterwähnt wurde Tronitz im 15. Jahrhundert, im Jahr 1428 taucht ein Ort mit diesem Namen auf. Später sind auch die Schreibungen Tronicz, Trohniz und Troniz gebräuchlich. Ab dem 16. Jahrhundert ist eine Zugehörigkeit des Dorfes zum Erbamt Meißen im Kurfürstentum Sachsen überliefert. Die Grundherrschaft übten die Herren von Deila aus, so waren die Einwohner unter anderem einem Wolf von Nischwitz zu Deila lehen- und zinspflichtig. Das Rittergut Deila übte auch die Erbgerichtsbarkeit für Tronitz aus. Durch die Sächsische Landgemeindeordnung von 1838 erhielt das Dorf Eigenständigkeit als Landgemeinde. Ab Mitte des 19. Jahrhunderts gehörte Tronitz zum Amt und später zum Gerichtsamt Meißen.
Um den Bauernweiler Tronitz erstreckte sich im Jahr 1900 eine 115 Hektar große Block- und Streifenflur, die vornehmlich als Acker- und Weidefläche diente. Kirchlich gehörte Tronitz nach Meißen, es war schon im 16. Jahrhundert in das Kloster St. Afra gepfarrt und gehört noch heute zur dortigen Kirchgemeinde. Die Selbstständigkeit verlor der Ort am 1. November 1935, als sich sieben vormals eigenständige Orte, darunter neben Tronitz auch die Nachbarorte Mohlis und Nimtitz, zur neuen Gemeinde Kagen zusammenschlossen. Nach dem Zweiten Weltkrieg wurde Kagen mit Tronitz Teil der Sowjetischen Besatzungszone und später der DDR. In der Kreisreform 1952 kam es zur Angliederung der Orte an den Kreis Meißen im Bezirk Dresden, der im Wesentlichen aus der Amtshauptmannschaft Meißen (später Landkreis Meißen) hervorgegangen war. Die Bauern im Dorf gingen nun den Weg der Landwirtschaft in der DDR. Am 1. Januar 1969 schloss sich Kagen mit Jahna zu Jahna-Kagen zusammen, zum 1. März 1974 wurde diese Gemeinde mit Löthain zu Jahna-Löthain vereinigt.
Nach Wende und Wiedervereinigung wurde Tronitz Teil des neugegründeten Freistaates Sachsen. In der Kreisreform 1994 wurde der Landkreis Meißen-Radebeul (ab 1996 Landkreis Meißen) aus dem alten Gebiet des Kreises Meißen und Teilen des Kreises Dresden-Land gebildet, dem das Dorf bis 2008 angehörte. Ebenfalls 1994 vereinigten sich Krögis, Jahna-Löthain und Planitz-Deila zur neuen Großgemeinde Käbschütztal mit 37 Ortsteilen. Diese Gemeinde ist seit dem 1. August 2008 Teil des in der Kreisreform Sachsen 2008 aus Landkreis Meißen und Landkreis Riesa-Großenhain gebildeten dritten Landkreises Meißen.

### Entwicklung der Einwohnerzahl
| Jahr | Einwohnerzahl                 |
| ---- | ----------------------------- |
| 1547 | 4 besessene Mann, 10 Inwohner |
| 1764 | 4 besessene Mann, 1 Häusler   |
| 1834 | 46                            |
| 1871 | 52                            |
| 1890 | 54                            |
| 1910 | 49                            |
| 1925 | 46                            |